# ジェレミー・ヘリクソン
ジェレミー・ロバート・ヘリクソン（Jeremy Robert Hellickson, 1987年4月8日 - ）は、アメリカ合衆国アイオワ州デモイン出身の元プロ野球選手（投手）。右投右打。愛称は苗字をもじったヘルボーイ（Hellboy）、ヘリー。

## 経歴

### プロ入りとレイズ時代

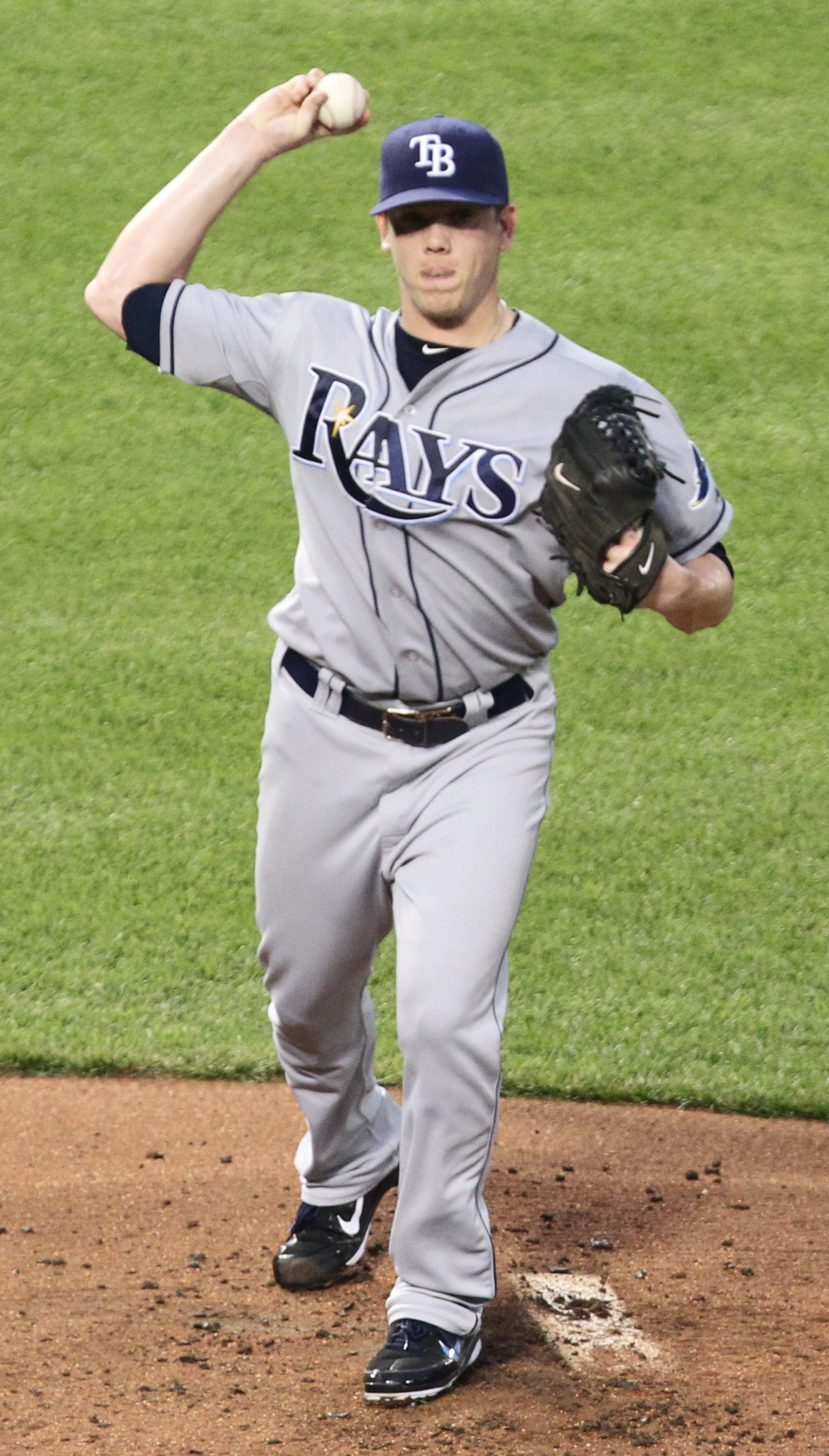
タンパベイ・レイズでの現役時代
（2011年6月10日）

2005年のMLBドラフト4巡目（全体118位）でタンパベイ・デビルレイズから指名を受け、プロ入り。契約後、傘下のアパラチアンリーグのルーキー級プリンストン・デビルレイズでプロデビュー。4試合に登板して防御率6.00だった。
2006年はA-級ハドソンバレー・レネゲーズでプレーし、15試合（先発14試合）に登板して4勝3敗、防御率2.43、96奪三振を記録した。
2007年はA級コロンバス・キャットフィッシュでプレーし、21試合に先発登板して13勝2敗、防御率2.67、106奪三振を記録した。
2008年はA+級ベロビーチ・デビルレイズで開幕を迎え、14試合に先発登板。7勝1敗、防御率2.00、79奪三振と好投し、6月にAA級モンゴメリー・ビスケッツへ昇格。AA級モンゴメリーでは13試合に先発登板して4勝4敗、防御率3.94、83奪三振を記録した。
2009年はAA級モンゴメリーで開幕を迎え、11試合に先発登板して3勝1敗、防御率2.38、62奪三振を記録した。7月にAAA級ダーラム・ブルズへ昇格。AAA級ダーラムでは9試合に先発登板して6勝1敗、防御率2.51、70奪三振を記録した。オフの11月19日にレイズとメジャー契約を結び、40人枠入りを果たした。
2010年3月3日にレイズと1年契約に合意し、3月16日にAAA級ダーラムへ異動した。AAA級ダーラムでは21試合に登板して12勝3敗、防御率2.68と好投した。7月にはオールスター・フューチャーズゲームでアメリカ合衆国選抜に選出された。8月2日にメジャーへ初昇格し、同日のミネソタ・ツインズ戦で先発起用されメジャーデビュー。7回を3安打2失点6奪三振に抑え、メジャー初勝利を挙げた。昇格後3連勝をするなど好投を続けたが、8月20日のオークランド・アスレチックス戦で勝ち負けこそ付かなかったものの、3失点を喫した。ジェフ・ニーマンやウェイド・デービスが故障者リストから復帰したこともあり、翌21日にA+級シャーロット・ストーンクラブズへ降格。その後、ロースターが拡大した9月1日にメジャーへ再昇格。その後はリリーフとして6試合で起用されたが、ブロウンセーブを記録するなど、結果を残せないままシーズンを終了した。この年メジャーでは10試合（先発4試合）に登板して4勝0敗、防御率3.47、33奪三振を記録した。また、マイナーリーグでの活躍が評価され、ベースボール・アメリカ・マイナーリーグ年間最優秀選手賞やUSAトゥデイ・マイナーリーグ年間最優秀選手賞を受賞した。
2011年は開幕からローテーションを守り、29試合に登板。13勝10敗、防御率2.95、117奪三振を記録した。チームはテキサス・レンジャーズとの地区シリーズに勝ち進み、ヘリクソンはロースター入りを果たした。1勝3敗で迎えた10月4日の第4戦に先発起用されたが、4回を投げ4安打3失点3本塁打の乱調で敗戦投手となり、チームは敗退した。オフの10月21日に新人王を獲得した。
2012年は開幕から好投を続けていたが、6月19日に右肩の故障で15日間の故障者リスト入りした。6月30日に復帰。最終戦となった10月3日のボルチモア・オリオールズ戦で10勝目を挙げ、2年連続の二桁勝利を記録した。この年は31試合に登板して10勝11敗、防御率3.10、124奪三振を記録した。オフの10月30日にゴールドグラブ賞を受賞した。
2013年は開幕から5月末までの11試合で2勝2敗と、なかなか勝ち星を挙げられなかったが、6月からは順調に勝ち星を積み重ね、最終的に32試合の登板で、12勝（10敗）を挙げ、3年連続の二桁勝利を挙げた。防御率は自己最低の5.17だった。チームはワイルドカードゲームに進出したが、先発のヘリクソンはロースター外となった。レイズはボストン・レッドソックスとの地区シリーズへ駒を進めたため、10月4日にロースター入りした。1勝3敗で迎えた10月8日の第4戦で先発起用され、1回を三者凡退に抑えたが、2回表に2つの四球とダニエル・ナバに安打を打たれ、満塁のピンチを招き降板した。後続のジェイミー・ライトが無失点に抑えたものの、チームは試合に負け、シーズンは終了した。
2014年1月17日にレイズと362万5000ドル+出来高の1年契約に合意した。2月3日に右肘の関節鏡下手術を行ったため、開幕後6週間から8週間リハビリに費やすこととなった。3月30日に15日間の故障者リスト入りし、7月7日に故障者リストから外れた。翌8日のコロラド・ロッキーズ戦で復帰し、4.1回を6安打1失点に抑えたが、勝ち負けは付かなかった。7月13日にA+級シャーロットへ降格。A+級シャーロットで1試合に登板後、AAA級ダーラムへ昇格。5試合に登板し、1勝4敗、防御率7.23と打ち込まれたが、右の先発が不足しているチーム事情から、7月26日にメジャーへ再昇格した。シーズン終了までローテーションを守ったが、この年は13試合の登板で、1勝5敗、防御率4.52だった。

### ダイヤモンドバックス時代
2014年11月14日にアンドリュー・ベラスケス、ジャスティン・ウィリアムズとのトレードで、アリゾナ・ダイヤモンドバックスへ移籍した。
2015年1月16日にダイヤモンドバックスと427万5000ドルの1年契約に合意。開幕から先発ローテーションを守っていたが、8月20日に左ハムストリングの故障で15日間の故障者リスト入りした。9月11日に故障者リストから外れ、復帰後は4試合に登板したが、4連敗を喫している。この年は27試合に登板して9勝12敗、防御率4.62だった。

### フィリーズ時代

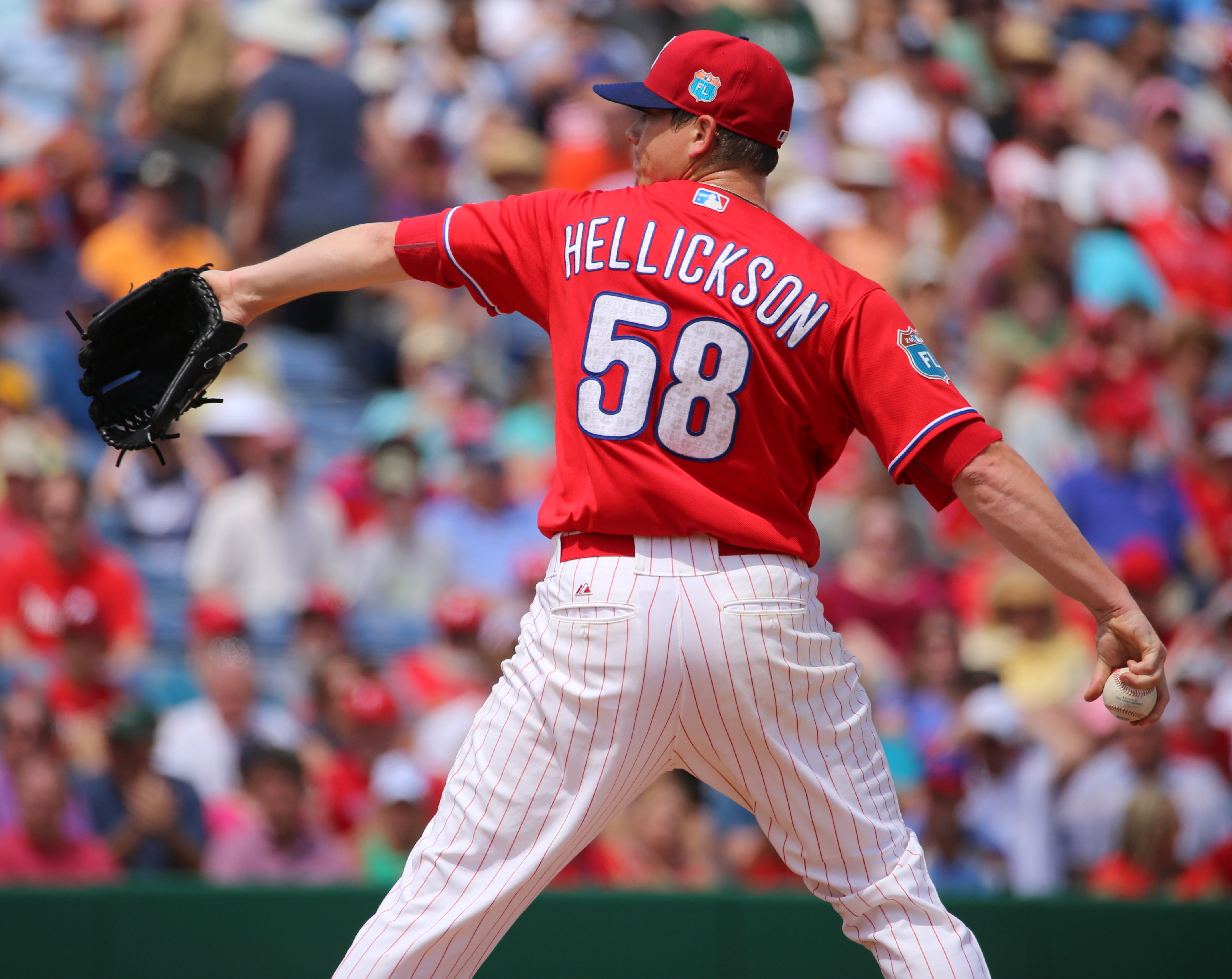
フィラデルフィア・フィリーズでの現役時代
（2016年3月20日）

2015年11月14日にサム・マクウィリアムズとのトレードで、フィラデルフィア・フィリーズへ移籍した。
2016年は32試合に登板し、チーム最多の12勝（10敗）を挙げ、防御率は3.71だった。球団は1年1720万ドルのクオリファイング・オファーを提示し、11月14日にこれを受け入れた。
2017年は移籍までに20試合に先発したが、6勝5敗、防御率4.73と投球内容は芳しくなかった。

### オリオールズ時代

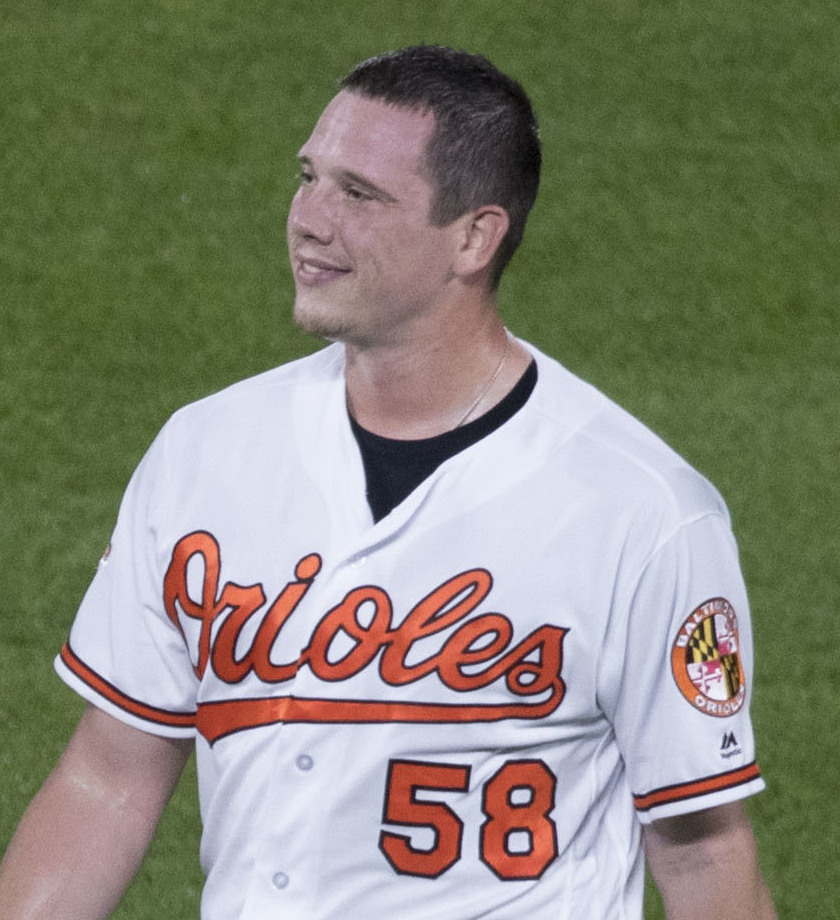
ボルチモア・オリオールズでの現役時代
(2017年9月5日)

2017年7月29日に金賢洙、ギャレット・クレービンジャーとのトレードで、オリオールズへ移籍した。移籍後は10試合に先発したが、2勝6敗、防御率6.97と移籍前よりも打ち込まれた。オフの11月2日にFAとなった。

### ナショナルズ時代
2018年3月17日にワシントン・ナショナルズとマイナー契約を結び、スプリングトレーニングに招待選手として参加することになった。開幕は傘下のAAA級シラキュース・チーフスで迎えたが、4月16日にメジャー契約を結び、アクティブ・ロースター入りした。メジャー昇格後は19試合に投げ、5勝3敗、防御率3.45、WHIP1.07と前年と比較すると調子を立て直したシーズンとなった。オフの10月29日にFAとなった。
2019年2月6日にナショナルズと1年130万ドルで再契約した。オフの10月31日にFAとなった。
2020年2月14日に現役引退を発表した。

## 投球スタイル
投球全体の約40%が平均球速145km/hのフォーシームで、その次に平均球速130km/hのチェンジアップが多く、約30%前後を占める。その他には、平均球速143km/hのシンカー、平均球速122km/hのカーブ、平均球速143km/hのカットボールなどがあり、2017年からはシンカーとカットボール主体となりフォーシームはほとんど投げなくなった。また、ナックルカーブを新たに持ち球とした。

## 詳細情報

### 年度別投手成績
| 年 度     | 球 団     | 登 板 | 先 発 | 完 投 | 完 封 | 無 四 球 | 勝 利 | 敗 戦 | セ 丨 ブ | ホ 丨 ル ド | 勝 率 | 打 者 | 投 球 回 | 被 安 打 | 被 本 塁 打 | 与 四 球 | 敬 遠 | 与 死 球 | 奪 三 振 | 暴 投 | ボ 丨 ク | 失 点 | 自 責 点 | 防 御 率 | W H I P |
| --------- | --------- | ----- | ----- | ----- | ----- | -------- | ----- | ----- | -------- | ----------- | ----- | ----- | -------- | -------- | ----------- | -------- | ----- | -------- | -------- | ----- | -------- | ----- | -------- | -------- | ------- |
| 2010      | TB        | 10    | 4     | 0     | 0     | 0        | 4     | 0     | 0        | 1           | 1.000 | 149   | 36.1     | 32       | 5           | 8        | 2     | 2        | 33       | 2     | 0        | 14    | 14       | 3.47     | 1.10    |
| 2011      | TB        | 29    | 29    | 2     | 1     | 1        | 13    | 10    | 0        | 0           | .565  | 774   | 189.0    | 146      | 21          | 72       | 8     | 4        | 117      | 8     | 1        | 64    | 62       | 2.95     | 1.15    |
| 2012      | TB        | 31    | 31    | 0     | 0     | 0        | 10    | 11    | 0        | 0           | .476  | 741   | 177.0    | 163      | 25          | 59       | 3     | 4        | 124      | 5     | 0        | 68    | 61       | 3.10     | 1.25    |
| 2013      | TB        | 32    | 31    | 0     | 0     | 0        | 12    | 10    | 0        | 0           | .545  | 737   | 174.0    | 185      | 24          | 50       | 0     | 4        | 135      | 7     | 2        | 103   | 100      | 5.17     | 1.35    |
| 2014      | TB        | 13    | 13    | 0     | 0     | 0        | 1     | 5     | 0        | 0           | .167  | 281   | 63.2     | 71       | 8           | 21       | 1     | 2        | 54       | 8     | 0        | 35    | 32       | 4.52     | 1.44    |
| 2015      | ARI       | 27    | 27    | 0     | 0     | 0        | 9     | 12    | 0        | 0           | .429  | 636   | 146.0    | 151      | 22          | 43       | 3     | 6        | 121      | 5     | 0        | 79    | 75       | 4.62     | 1.33    |
| 2016      | PHI       | 32    | 32    | 1     | 1     | 0        | 12    | 10    | 0        | 0           | .545  | 772   | 189.0    | 173      | 24          | 45       | 0     | 6        | 154      | 6     | 1        | 86    | 78       | 3.71     | 1.15    |
| 2017      | PHI       | 20    | 20    | 0     | 0     | 0        | 6     | 5     | 0        | 0           | .545  | 472   | 112.1    | 111      | 22          | 30       | 2     | 6        | 65       | 3     | 1        | 62    | 59       | 4.73     | 1.26    |
| 2017      | BAL       | 10    | 10    | 0     | 0     | 0        | 2     | 6     | 0        | 0           | .250  | 223   | 51.2     | 49       | 13          | 17       | 0     | 2        | 31       | 1     | 0        | 43    | 40       | 6.97     | 1.28    |
| '17計     | BAL       | 30    | 30    | 0     | 0     | 0        | 8     | 11    | 0        | 0           | .421  | 695   | 164.0    | 160      | 35          | 47       | 2     | 8        | 96       | 4     | 1        | 105   | 99       | 5.43     | 1.26    |
| 2018      | WSH       | 19    | 19    | 0     | 0     | 0        | 5     | 3     | 0        | 0           | .625  | 370   | 91.1     | 78       | 11          | 20       | 1     | 8        | 65       | 2     | 1        | 41    | 35       | 3.45     | 1.07    |
| 2019      | WSH       | 9     | 8     | 0     | 0     | 0        | 2     | 3     | 0        | 0           | .400  | 183   | 39.0     | 47       | 9           | 20       | 1     | 1        | 30       | 1     | 0        | 31    | 27       | 6.23     | 1.72    |
| MLB：10年 | MLB：10年 | 232   | 224   | 3     | 2     | 1        | 76    | 75    | 0        | 1           | .503  | 5338  | 1269.1   | 1206     | 184         | 385      | 21    | 45       | 929      | 48    | 6        | 626   | 583      | 4.13     | 1.25    |

- 各年度の太字はリーグ最高

### 表彰
MiLB
- ベースボール・アメリカ・マイナーリーグ年間最優秀選手賞：1回（2010年）
- USAトゥデイ・マイナーリーグ年間最優秀選手賞：1回（2010年）

MLB
- 新人王：（2011年）
- ゴールドグラブ賞：1回（2012年）

### 記録
MiLB
- オールスター・フューチャーズゲーム選出：1回（2010年）

### 背番号
- 58（2010年 - 2019年）